# أبل.دي.أب

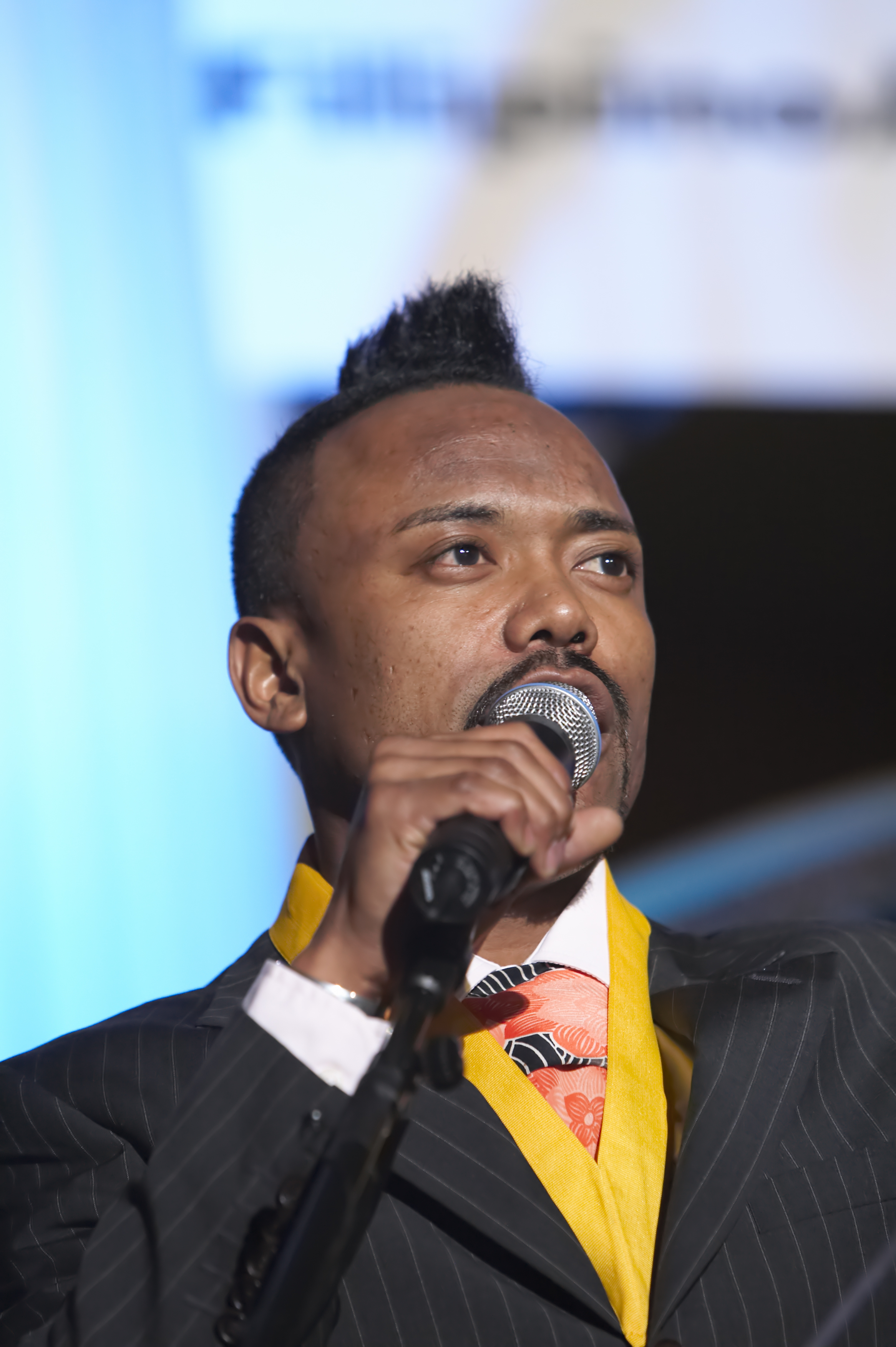

ألان بينيدا ليندو (من مواليد 28 نوفمبر 1974) ، المعروف باسم أبل. دي.أب ( IPA: /ˌæpəldiˈæp/ ) ، هو مغني راب ومغني ومنتج تسجيل فلبيني أمريكي. وهو عضو مؤسس في فرقة الهيب هوب بلاك آيد بيز .

## روابط خارجية
- الموقع الرسمي apl.de.ap
- الموقع الرسمي لبلاك آيد بيز
- أبل.دي.أب في قاعدة بيانات الأفلام على الإنترنت موقع
- مقابلة apl.de.ap مع JiZO يونيو 2009